# Convention de Belém do Pará
La Convention interaméricaine pour la prévention, la sanction et l'élimination de la violence contre la femme (Convention de Belém do Pará) est un traité international de la Commission interaméricaine des femmes (CIM) de l'Organisation des États américains signé lors d'une conférence tenue à Belém, au Brésil, le 9 juin 1994.
Il s'agit du premier accord intergouvernemental à contraindre juridiquement les États signataires ainsi qu’un cadre politique et stratégique pour l’adoption de lois et de politiques coordonnées et la mise en œuvre de la criminalisation de toutes les formes de violence à l'égard des femmes, en particulier la violence sexuelle.

## Historique
À la fin des années 1980, le viol de guerre par les régimes officiels d'El Salvador, d'Haïti, du Pérou et d'autres états d'Amérique latine est révélé, tandis que le tabou autour de la violence conjugale tombe progressivement, forçant les politiques à aborder la lutte contre la violence faites aux femmes au premier plan du discours public. Alors que la plupart des dictatures militaires tombent en Amérique latine au cours de la Troisième vague de démocratisation (1978-1995), les femmes commencent à faire pression sur leurs gouvernements civils afin qu'ils s'en prennent à la violence systémique dirigée contre elles.
En 1988, la Commission interaméricaine des femmes suit son modèle de création de normes internationales pour faire pression en faveur d'un changement gouvernemental national. À cette fin, la commission rédige une convention interaméricaine axée sur la violence à l'égard des femmes et prévoit une réunion consultative spéciale en 1990. La consultation interaméricaine de 1990 sur les femmes et la violence est la première réunion diplomatique de ce type. Lors de la réunion, les participants évaluent la question de la violence sexiste et organisent ensuite deux réunions intergouvernementales d'experts pour aider à clarifier les questions lors de la rédaction de la proposition de convention. L'instrument final, qui deviendra la Convention de Belém do Pará de 1994, est le premier traité à se concentrer explicitement sur la violence à l'égard des femmes. Il est présenté lors d'une Assemblée spéciale des délégués de la CIM en avril 1994, qui l'approuvent et entérinent sa soumission à l'Assemblée générale de l'Organisation des États américains. Elle est adoptée à Belém, au Brésil, le 9 juin 1994, et ratifiée par 32 des 34 États membres de l'OEA.
Les déléguées de la CIM continuent ensuite à faire pression pour des accords internationaux à travers les Amériques qui apportent des changements et protègent les femmes. En 1998, ils adoptent la Déclaration de Saint-Domingue, qui reconnaît que les droits inaliénables des femmes existent tout au long de leur vie et font « partie intégrante et indivisible des droits humains universels ».

## Adoption, signature et ratification

### Processus général
| Signataire                      | Signature  | Ratification | Entrée en vigueur |
| ------------------------------- | ---------- | ------------ | ----------------- |
| Antigua-et-Barbuda              |            | 12/08/1998   | 19/11/1998        |
| Argentine                       | 10/06/1994 | 09/04/1996   | 05/07/1996        |
| Bahamas                         | 16/05/1995 | 05/03/1995   | 16/05/1995        |
| Barbade                         | 16/05/1995 | 08/02/1995   | 16/05/1995        |
| Belize                          | 15/11/1996 | 25/11/1996   | 25/11/1996        |
| Bolivie                         | 14/09/1994 | 26/10/1994   | 05/12/1994        |
| Brésil                          | 09/06/1994 | 16/11/1995   | 27/11/1995        |
| Chili                           | 17/10/1994 | 24/10/1996   | 15/11/1996        |
| Colombie                        |            | 03/10/1996   | 15/11/1996        |
| Costa Rica                      | 09/06/1994 | 05/07/1995   | 12/07/1995        |
| Dominique                       |            | 30/06/1995   | 06/06/1995        |
| Équateur                        | 10/01/1995 | 30/06/1995   | 15/09/1995        |
| Grenade                         |            | 29/11/2000   | 15/02/2001        |
| Guatemala                       | 24/06/1994 | 11/13/1995   | 04/04/1995        |
| Guyane                          | 10/01/1995 | 08/01/1996   | 28/02/1996        |
| Haïti                           |            | 07/04/1997   | 02/06/1997        |
| Honduras                        | 10/06/1994 | 04/07/1995   | 12/07/1995        |
| Jamaïque                        | 14/12/2005 | 11/11/2005   | 14/12/2005        |
| Mexique                         | 04/06/1995 | 19/06/1998   | 12/11/1998        |
| Nicaragua                       | 09/06/1994 | 06/10/1995   | 12/12/1995        |
| Panama                          | 05/10/1994 | 26/04/1995   | 12/07/1995        |
| Paraguay                        | 17/10/1995 | 29/09/1995   | 18/10/1995        |
| Pérou                           | 12/07/1995 | 02/04/1996   | 04/06/1996        |
| République dominicaine          | 09/06/1994 | 10/01/1996   | 07/03/1996        |
| Saint-Christophe-et-Niévès      | 09/06/1994 | 17/03/1995   | 12/06/1995        |
| Saint-Vincent-et-les-Grenadines | 05/03/1996 | 23/05/1996   | 31/05/1996        |
| Sainte-Lucie                    | 11/11/1994 | 08/035/1995  | 04/04/1995        |
| Salvador                        | 14/08/1995 | 13/11/1995   | 26/01/1996        |
| Suriname                        |            | 19/02/2002   | 08/03/2002        |
| Trinité-et-Tobago               | 03/11/1995 | 04/01/1996   | 08/05/1996        |
| Uruguay                         | 30/06/1994 | 04/01/1996   | 02/04/1996        |
| Venezuela                       | 09/06/1994 | 16/01/1995   | 03/02/1995        |

## Contenu
Le traité est rédigé dans les quatre langues officielles de l'Organisation des États américains ; conformément à l'article 25, chaque [version linguistique] fait également foi :
- Anglais : Inter-American Convention on the Prevention, Punishment, and Eradication of Violence against Women (Belém do Pará Convention)
- Espagnol : Convención Interamericana para Prevenir, Sancionar y Erradicar la Violencia contra la Mujer (Convención de Belém do Pará)
- Français : Convention Interaméricaine pour la Prévention, la Sanction et l'Elimination de la Violence contre la Femme (Convention de Belém do Pará)
- Portugais : Convenção Interamericana para Prevenir, Punir e Erradicar a Violência contra a Mulher (Convenção de Belém do Pará)

Le texte définit ce qu'est la violence à l'égard des femmes, établit que les femmes ont le droit de mener une existence sans violence et que la violence à l'égard des femmes constitue une violation des droits de l'homme et des libertés fondamentales. Elle appelle pour la première fois à la mise en place de mécanismes contraignants de protection et de défense des droits des femmes, indispensables à la lutte contre le phénomène des violences faites à l'intégrité physique, sexuelle et psychologique des femmes, que ce soit dans la sphère publique ou privée, et à l'affirmation de ces droits au sein de la société.

### Chapitre I: Définition et champ d'application
- Article 1 : définition de « la violence à l'égard des femmes ».
- Article 2 : contexte dans lequel se produit la violence à l'égard des femmes.

### Chapitre II: Droits protégés
- Article 3 : reconnaissance du droit des femmes à être publiquement et en privé à l'abri de la violence.
- Article 4 : reconnaissance du fait que les femmes ont droit à tous les droits humains, fournissant un certain nombre d'exemples spécifiques importants.
- Article 5 : reconnaissance du droit des femmes à tous les droits civils, politiques, socio-économiques et culturels; Reconnaissance par les États parties que la violence à l'égard des femmes empêche les femmes d'exercer ces droits.
- Article 6 : reconnaissance du droit des femmes d'être à l'abri de la discrimination et d'être à l'abri des stéréotypes et pratiques culturels qui les considèrent comme inférieures ou subordonnées, ou leur assignent des modèles de comportement fixes.

### Chapitre III: Devoirs des États
- Article 7 : Condamnation par les États parties de toutes les formes de violence à l'égard des femmes et accord pour prévenir, punir et éradiquer immédiatement cette violence, détaillée en 8 points, y compris la violence à l'égard des femmes perpétrée par les propres agents de l'État.
- Article 8 : Accord des États parties à prendre progressivement des mesures spécifiques pour modifier les attitudes et les facteurs de la société qui stimulent, autorisent ou excusent la violence à l'égard des femmes, et à fournir des moyens d'assistance appropriés aux femmes qui ont subi ou risquent de subir des violences.
- Article 9 : Accord des États parties à s'intéresser particulièrement à la protection des femmes qui sont particulièrement vulnérables à la violence en raison de leur race, de leur origine ethnique, du fait qu'elles sont migrantes, réfugiées, déplacées, enceintes, handicapées, mineures, âgées, pauvres, touchées par un conflit armé ou privés de leur liberté.

### Chapitre IV: Mécanismes inter-américains de protection
- Article 10 : Accord des États parties à faire le point dans leurs rapports nationaux à la CIM sur les mesures qu'ils ont prises pour remplir leurs obligations au titre des articles 7 et 8.
- Article 11 : droit des États parties et de la CIM de demander l'avis de la Cour interaméricaine des droits de l'homme sur l'interprétation de la présente Convention.
- Article 12 : droit des individus, des groupes et des ONG de déposer des plaintes auprès de la Commission interaméricaine des droits de l'homme sur les violations de l'article 7 par les États parties, et le devoir de la Commission d'examiner ces plaintes conformément aux règles et procédures établies.

### Chapitre V: Dispositions générales
- Article 13 : accord selon lequel chaque fois que le droit interne d'un État partie offre une protection des droits des femmes supérieure à la présente Convention, le droit interne doit être préféré.
- Article 14 : accord selon lequel chaque fois que la Convention américaine relative aux droits de l'homme ou d'autres conventions internationales offrent une plus grande protection des droits des femmes que la présente Convention, ces conventions doivent être préférées.
- Article 15 : droit de tous les États membres de l'OEA de signer la présente Convention.
- Article 16 : obligation de ratifier la présente Convention et de déposer les instruments de ratification au Secrétariat général de l'OEA.
- Article 17 : droit des États non membres de l'OEA d'adhérer à cette Convention ; obligation de déposer les instruments d'adhésion au Secrétariat général de l'OEA.
- Article 18 : droit des États parties, lors de l'approbation, de la signature, de la ratification ou de l'adhésion à la Convention, de faire des réserves concernant des dispositions spécifiques, pour autant que celles-ci ne soient pas incompatibles avec l'objet et le but de la présente Convention.
- Article 19 : droit des États parties de proposer des amendements à la Convention à l'Assemblée générale de l'OEA par l'intermédiaire de la CIM. Un amendement entrera en vigueur lorsqu'il aura été ratifié par les deux tiers de tous les États parties, et s'appliquera alors à ces États parties, ainsi qu'à tout État partie qui ratifiera ultérieurement l'amendement.
- Article 20 : règles d'application de la présente Convention dans les territoires autonomes des États parties.
- Article 21 : stipulation que la présente Convention entrera en vigueur 30 jours après la ratification du second Etat, et 30 jours pour les Etats suivants après qu'ils auront soumis leur ratification ou leur adhésion.
- Article 22 : stipulation que le Secrétaire général informera tous les États membres de l'OEA de la date d'entrée en vigueur de la présente Convention.
- Article 23 : stipulation que le Secrétaire général informera chaque année les États membres de l'OEA du statut de cette Convention.
- Article 24 : stipulation que la présente Convention restera en vigueur indéfiniment, mais que chaque Etat partie pourra présenter une dénonciation, après quoi la présente Convention cessera de s'appliquer à cet Etat au bout d'un an.
- Article 25 : stipulation que les textes originaux de la présente Convention sont rédigés en anglais, français, portugais et espagnol, que chaque version linguistique fait également foi, qu'elles seront conservées au Secrétariat général de l'OEA et que des copies en seront envoyées à le Secrétariat des Nations unies.

## MESECVI
Afin de jouer un rôle primordial dans la lutte contre toutes les formes de discriminations et de violences à l’encontre des femmes et des filles sur tout le continent américain, en fonction des nécessités, entre une protection généraliste, catégorielle ou thématique, les États parties créent le 26 octobre 2004 le Mécanisme de suivi de la Convention de Belém do Pará, MESECVI en abrégé. Le MESECVI se compose de deux organes : la Conférence des États parties et le Comité d'experts.
- la Conférence des États parties est un organe politique qui étudie les rapports nationaux soumis par chaque État parties et supervise le Comité d'experts.
- le Comité d'experts est un organe technique et exécutif qui présente des recommandations et des lignes directrices à la Conférence des États parties. Il est composé de spécialistes indépendants, siégeant à titre personnel qui sont nommés par les États parties. Il veille à ce que les droits soient reconnus sans discrimination entre les sexes. Pour ce faire, le Comité utilise des questionnaires qu’il envoie périodiquement aux États parties pour obtenir des informations ponctuelles sur la mise en œuvre de la Convention. Les résultats des questionnaires sont analysés par des sous-groupes créés dans ce but par le Comité. Ces résultats sont ensuite consolidés, ainsi que les recommandations respectives du Comité aux États ratificateurs, dans un rapport continental. Il peut également recourir à des inspections pour vérifier directement le suivi et la mise en œuvre de la Convention et de ses recommandations générales sur les rapports finaux des États parties.

Son siège se trouve au Secrétariat Exécutif de la Commission interaméricaine des femmes, à Washington, aux États-Unis.

## Impact
Selon les professeures Rashida Manjoo et Jackie Jones, en 2018, la Convention de Belém do Pará a contribué de manière significative à faire du « système interaméricain des droits de l'homme, bien qu'il soit loin d'être parfait, sans doute le système des droits de l'homme le plus développé et le plus efficace au monde en le contexte de la violence à l'égard des femmes. La Convention a été citée dans plus de 20 affaires devant la Commission et la Cour interaméricaine des droits de l'homme, et « a aidé à mieux définir et à préciser les normes de la Convention américaine relative aux droits de l'homme et d'autres instruments interaméricains des droits de l'homme dans le contexte de la violence contre les femmes ».
Par exemple, la Convention de Belém do Pará a été utilisée parallèlement à la Convention américaine relative aux droits de l'homme lorsque la Cour interaméricaine des droits de l'homme est intervenue dans l'affaire des féminicides de Cotton Field, à la demande des proches des victimes, qui, motivés par l'inaction des autorités mexicaines de réponse, a porté plainte contre l'État mexicain. Dans son jugement de 2009, la Cour a conclu que le Mexique était responsable de multiples violations des droits, y compris les obligations de l'État en vertu de la Convention de Belém do Pará « de faire preuve de diligence raisonnable pour répondre à la violence à l'égard des femmes », conformément à l'article 7, paragraphes b et c. Le verdict a amené le Mexique à prendre des mesures positives pour se conformer à l'ordonnance de la Cour. Cependant, l'affaire a révélé que la justiciabilité de la Convention était principalement limitée à l'article 7, qui stipule la les obligations immédiates des États parties; les articles 8 et 9 sont surtout utiles pour interpréter ces obligations et les obligations des États parties à d'autres conventions telles que la Convention américaine relative aux droits de l'homme.
De plus, Manjoo et Jones ont critiqué le fait que les États-Unis et le Canada n'avaient toujours pas ratifié les deux Conventions, « [laissant] des millions de femmes et de filles sans les protections accordées par ces traités ». En conclusion, ils soutiennent qu'une version améliorée de la Convention de Belém do Pará, mettant davantage l'accent sur les obligations immédiates des États parties, serait le meilleur modèle pour un traité mondial sur la violence à l'égard des femmes, remplaçant la Déclaration non contraignante des Nations Unies de 1993 sur la Déclaration sur l'élimination de la violence à l'égard des femmes (DEVAW), tant qu'il y a une campagne soutenue - de préférence menée par des survivantes de VAW et leurs défenseurs - vers une ratification universelle par tous les États du monde.